# Навроцкие
Навроцкие (пол. Nawrocki, укр. Навроцькі) — несколько дворянских родов.
Предок фамилии Навроцких, Артемий Захарович — дьяк (1712), владел имением с крестьянами. Его потомки, находились в военной и гражданской службе и жалованы были за неё чинами.

## Представители
Малороссийский род дворян Навроцких происходит от Иосифа Ильича Навроцкого, надворного советника (1814). Род пользовался гербом Шалава.
Дворянами Московской губернии были  происходили Николай Никанорович (1803—1859) и Сергей Никанорович (1808—1865) Навроцкие (VI часть ДРК) и Александр Александрович Навроцкий (III часть ДРК).
В ДРК Казанской губернии был записан Михаил Тимофеевич Навроцкий.

## Описание герба
Щит разделён на четыре части, из них в первой части в голубом поле изображён золотой лев, лежащий на траве, обращённый в левую сторону. Во второй части, в серебряном поле, глобус. В третьей части, в золотом поле, кираса. В четвёртой части, в красном поле. ездок на белом коне с поднятым вверх мечом, скачущий в правую сторону.
Щит увенчан дворянскими шлемом и короною с тремя страусовыми перьями. Намёт на щите красный и голубой, подложенный золотом и серебром. Щитодержатели: два орла. Герб рода Навроцких внесён в Часть X Общего гербовника дворянских родов Всероссийской империи, стр. 115.
Польские роды Навроцких, кроме собственного, относились к гербам Любич, Побог, Шалава и Тржи Гвязды.